# 京九線
京九線（けいきゅうせん、中文表記: 京九铁路、英文表記: Beijing–Kowloon Railway）は、北京市豊台区の北京西駅から香港油尖旺区の九龍紅磡駅を結ぶ中国鉄路総公司の鉄道路線。途中、聊城・商丘・阜陽・九江・南昌・恵州・深圳とMTR東鉄線を経由する。その他に、覇州から天津、麻城から武漢の二支線を持つ。途中、790の橋と160のトンネルを通る。 京九線のバイパス線として京九旅客専用線を建設する計画があり、2017年5月21日に着工。

## 概要
輸送力の逼迫していた京広線・九広鉄路のバイパスとしての目的に加え、開発の遅れていた京広線東部（京広線と京滬線に挟まれた地域）の内陸地方の振興を目的として1993年2月に着工。1995年に全通し、1996年9月1日に営業を開始した。このうち九江～南昌間は1916年に開通した南潯線を、南昌～向塘西間は浙贛線の支線を改良して供用している。
北京西駅から臨西駅までは北京局、臨清駅から曹県駅までは済南局、梁堤頭駅から木蘭駅までは鄭州局、王楼駅から阜南駅までは上海局、淮浜駅から蔡山駅までは武漢局、孔壟駅から定南駅までは南昌局、上陵駅から深圳駅までは広鉄集団、羅湖駅から九龍紅磡駅までは香港MTRがそれぞれ管轄する。
なお、かつて運行されていた北京西～紅磡を結ぶ京九直通車は、京広線・MTR東鉄線 (旧九広鉄路九広東鉄)を経由していた。

## 歴史
- 1916年 - 九江～南昌間に南潯線が開通。
- 1935年 - 南昌～向塘間に浙贛線の支線が開通
- 1963年 - 贛江大橋（中国語版）開通により九江～向塘間が連絡。
- 1993年2月 - 未開通区間の建設と既開通区間の改良工事に着工。
- 1995年 - 全通。
- 1996年9月1日 - 営業開始。
- 2003年2月 - 全線複線化
- 2009年末 - 北京西駅 - 向塘西駅、東莞東駅 - 紅磡駅電化
- 2011年12月30日 - 向塘西駅 - 東莞東駅電化

## 途中駅

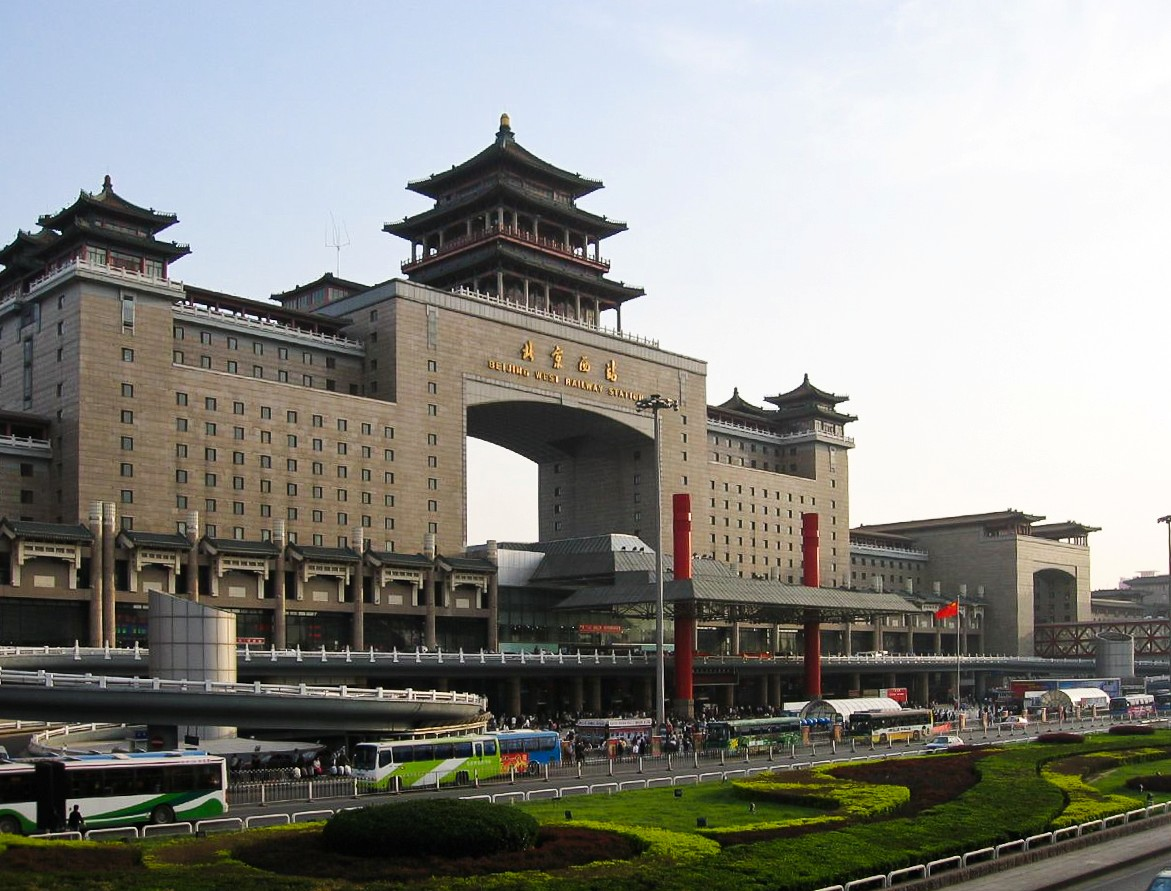
北京西駅

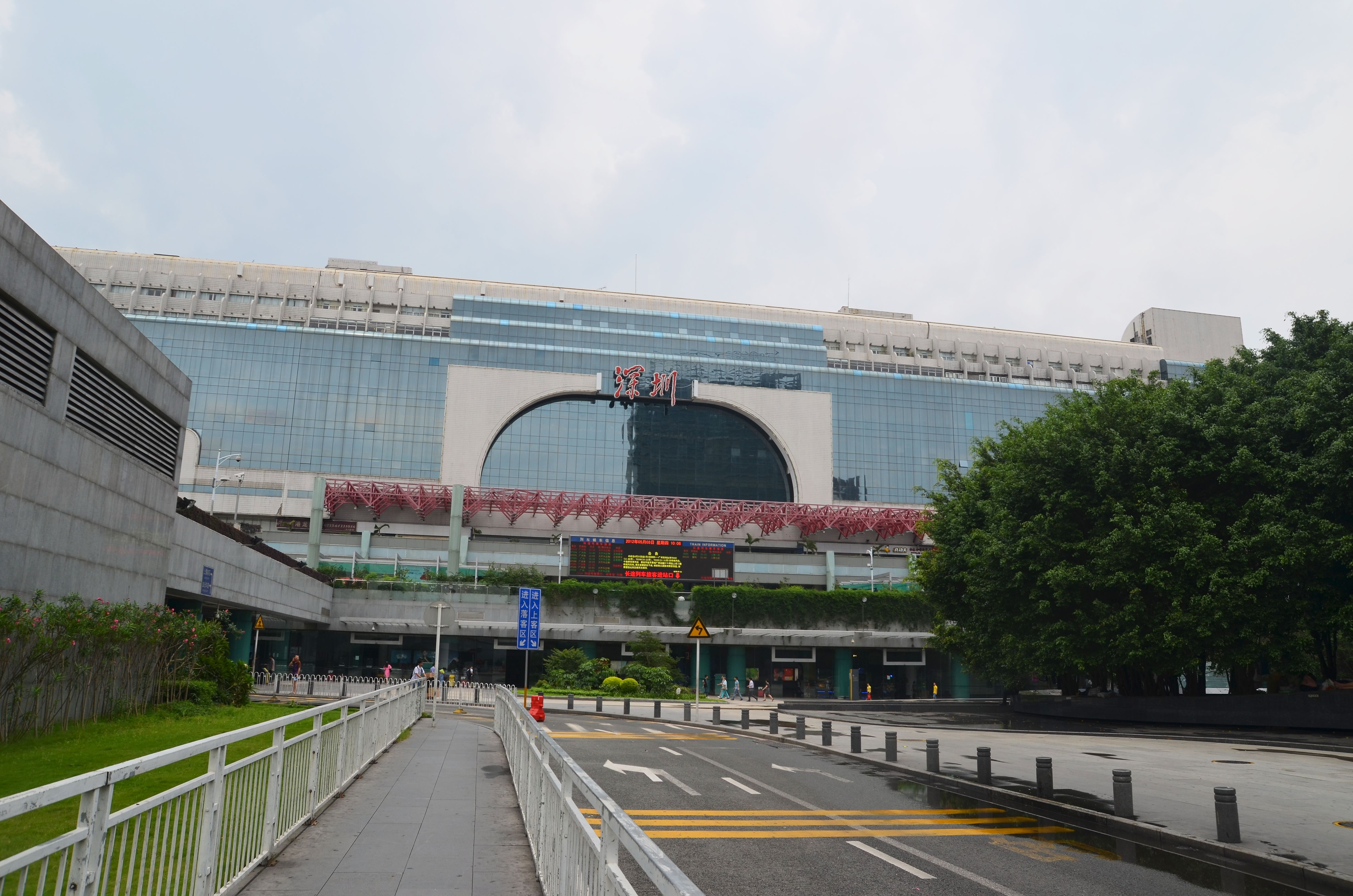
深圳駅

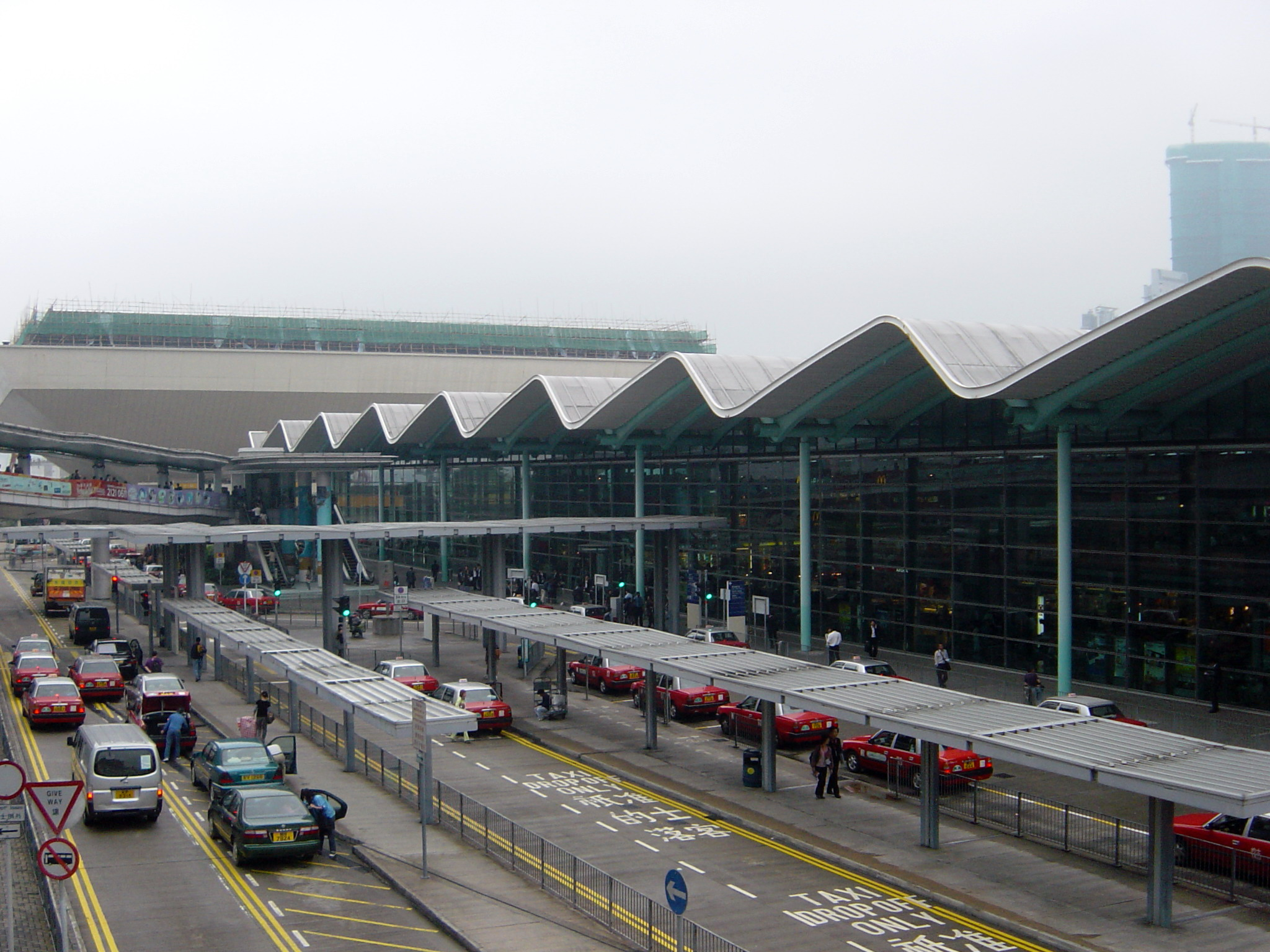
紅磡（九龍）駅

主要駅のみ掲載。
| 駅名     | 営業キロ (km) |
| -------- | ------------- |
| 北京西駅 | 0             |
| 固安駅   | 57            |
| 覇州駅   | 92            |
| 任丘駅   | 147           |
| 粛寧駅   | 188           |
| 饒陽駅   | 212           |
| 深州駅   | 239           |
| 衡水駅   | 274           |
| 棗強駅   | 305           |
| 大営鎮駅 | 325           |
| 南営東駅 | 343           |
| 清河城駅 | 354           |
| 臨清駅   | 380           |
| 聊城駅   | 426           |
| 陽谷駅   | 468           |
| 台前駅   | 484           |
| 梁山駅   | 502           |
| 菏沢駅   | 582           |
| 曹県駅   | 630           |
| 商丘南駅 | 687           |
| 亳州駅   | 751           |
| 三堂集駅 | 808           |
| 阜陽駅   | 855           |
| 阜南駅   | 899           |
| 淮浜駅   | 916           |
| 潢川駅   | 971           |
| 新県駅   | 1031          |
| 麻城駅   | 1091          |
| 新洲駅   | 1122          |

| 駅名     | 営業キロ (km) |
| -------- | ------------- |
| 黄州駅   | 1158          |
| 浠水駅   | 1187          |
| 蘄春駅   | 1217          |
| 武穴駅   | 1256          |
| 九江駅   | 1314          |
| 滬山駅   | 1333          |
| 徳安駅   | 1369          |
| 永修駅   | 1403          |
| 南昌駅   | 1449          |
| 向塘駅   | 1477          |
| 豊城南駅 | 1533          |
| 樟樹東駅 | 1553          |
| 新干駅   | 1589          |
| 峡江駅   | 1606          |
| 吉安駅   | 1675          |
| 泰和駅   | 1709          |
| 興国駅   | 1788          |
| 贛州駅   | 1861          |
| 南康駅   | 1886          |
| 信豊駅   | 1924          |
| 竜南駅   | 1986          |
| 定南駅   | 2009          |
| 和平駅   | 2046          |
| 竜川駅   | 2102          |
| 河源駅   | 2177          |
| 恵州駅   | 2257          |
| 恵州西駅 | 2267          |
| 東莞東駅 | 2311          |
| 深圳駅   | 2372          |
| 紅磡駅   | 2397          |